# Cá bò da vây vàng
Sufflamen chrysopterum, được gọi là cá bò da vây vàng ở Việt Nam, là một loài cá biển thuộc chi Sufflamen trong họ Cá bò da. Loài này được mô tả lần đầu tiên vào năm 1801.

## Từ nguyên
Tính từ định danh chrysopterum bắt nguồn từ χρυσόπτερος (khrusópteros) trong tiếng Hy Lạp cổ đại, hàm ý đề cập đến các vây có màu vàng ở loài cá này (thực tế chỉ có một vùng tam giác màu nâu vàng ở đuôi).

## Phạm vi phân bố và môi trường sống
S. chrysopterum có phân bố rộng khắp khu vực Ấn Độ Dương - Thái Bình Dương, từ vịnh Ba Tư xuống Đông Phi, trải dài về phía đông đến quần đảo Samoa, ngược lên phía bắc đến Trung Nhật Bản (gồm cả quần đảo Ogasawara), xa về phía nam đến đảo Lord Howe (Úc) và Nouvelle-Calédonie.
S. chrysopterum cũng đã được ghi nhận tại Việt Nam, như tại vịnh Hạ Long (Quảng Ninh), cù lao Chàm (Quảng Nam), đảo Lý Sơn (Quảng Ngãi), bờ biển Ninh Thuận, cù lao Câu và một vài đảo đá ngoài khơi Bình Thuận, vịnh Nha Trang (Khánh Hòa), Côn Đảo, quần đảo Hoàng Sa và quần đảo Trường Sa.
S. chrysopterum sống tập trung trên các rạn san hô viền bờ ở độ sâu đến ít nhất là 30 m.

## Mô tả
Chiều dài cơ thể lớn nhất được ghi nhận ở S. chrysopterum là 30 cm. S. chrysopterum có màu nâu vàng đến nâu sẫm với một vệt màu vàng lục/trắng xám ở sau mắt. Vây đuôi có một vùng tam giác tiệp màu với thân, được viền trắng ở xung quang rìa. Cá con có màu nâu sẫm ở thân trên và trắng ở thân dưới, vệt móng ngựa sẫm màu ở đuôi. Cá đực có vệt dài màu xanh tím từ cằm tới bụng.
Số gai ở vây lưng: 3; Số tia vây ở vây lưng: 26–28; Số gai ở vây hậu môn: 0; Số tia vây ở vây hậu môn: 23–26; Số tia vây ở vây ngực: 13–15.

## Sinh thái học
Thức ăn của S. chrysopterum chủ yếu là các loại thủy sinh không xương sống.
Cá đực S. chrysopterum sống cùng với những con cá cái trong hậu cung, nhưng mỗi con cá cái lại lập riêng cho mình một lãnh thổ. Trứng chỉ được chăm sóc và bảo vệ bởi cá cái. Vào trước ngày đẻ trứng, cá cái liên tục đẩy mõm xuống đáy cát để loại bỏ đá và vụn san hô trong tổ, là nơi mà trứng sẽ lắng xuống.

## Thương mại
S. chrysopterum ít quan trọng đối với ngành ngư nghiệp.